# Bahnhof Göhrde
Der Bahnhof Göhrde ist ein Haltepunkt an der Bahnstrecke Wittenberge–Buchholz im nordöstlichen Niedersachsen. Der ehemalige Durchgangsbahnhof in Breese am Seißelberge in der Gemeinde Nahrendorf war Empfangsstation für kaiserliche Jagden im Staatsforst Göhrde. Er wurde 1874 von der Berlin-Hamburger Eisenbahn-Gesellschaft an der damaligen Wittenberge-Buchholzer Zweigbahn bei Streckenkilometer 196,3 gebaut und steht unter Denkmalschutz.
Im Volksmund wird der Bahnhof Kaiserbahnhof Göhrde genannt. Seit 1979 befindet sich im Empfangsgebäude die Bildungsstätte Kinder- und Jugendzentrum Bahnhof Göhrde.

## Geschichte
Ein Eisenbahnhalt in Breese am Seißelberge wurde erstmals im August 1869 in einem Erläuterungsbericht zu den Vorarbeiten für die Streckenführung der Wittenberge-Buchholzer Zweigbahn erwähnt. Damals war zunächst nur ein Haltepunkt vorgesehen – der einzige, alle anderen Zugangsstellen waren Bahnhöfe. Als der Bau der Strecke bereits weit fortgeschritten war und die Eröffnung bis Hitzacker im Oktober 1873 kurz bevorstand, wurden von der Berlin-Hamburger Eisenbahn erste Entwürfe für den Bahnhof angefertigt. Der Bahnhof war von Anfang an für den Empfang kaiserlicher Jagdgesellschaften vorgesehen. Er wurde im Folgejahr 1874 gebaut und am 26. November 1874 anlässlich der ersten Anreise des Kaisers eingeweiht.
Der Bau der Bahnstrecke und des Bahnhofes am nördlichen Ende des ursprünglichen Rundlingsdorfes Breese am Seißelberge und eine damit verbundene parallele Straßenführung haben das Erscheinungsbild des Dorfes verändert und ihm eine rechteckige Form gegeben.
Ursprünglich hieß die Station Bahnhof Breese, der Name wurde aber bereits 1875 wegen der Bedeutung für die Jagden der deutschen Kaiser, die von 1871 bis 1913 in der Göhrde stattfanden, in Staatsbahnhof Göhrde geändert.
Mit dem Ende der Monarchie in Deutschland im Jahre 1918 endete die bedeutendste Zeit des Bahnhofes. Es wurden keine Jagdgesellschaften oder bedeutenden Persönlichkeiten mehr empfangen. Der Bahnhof und vor allem das Empfangsgebäude wurde seitdem rein betrieblich genutzt und deshalb in der Folgezeit mehrfach umgebaut. In der Zeit des Dritten Reiches gab es seitens der nationalsozialistischen Führung und der Reichsbahnverwaltung allerdings wieder Pläne, den Bahnhof repräsentativ zu nutzen und die Größe des Empfangsgebäudes deshalb zu verdoppeln. Dieses Vorhaben wurde nicht umgesetzt. Angeblich sagte Hermann Göring die Jagd in der Göhrde nicht zu.
Zur Reichsbahnzeit war der Bahnhof eine Dienststelle des Betriebsamtes Wittenberge und gehörte zur Reichsbahndirektion Hamburg. Er war in die vierte und niedrigste Rangklasse eingeordnet (zum Vergleich: Lüneburg war ein Bahnhof erster Klasse, Dahlenburg dritter und Dannenberg Ost zweiter Klasse).
Nach dem Zweiten Weltkrieg war die durchgehende Eisenbahnverbindung über die Elbe unterbrochen und die Bedeutung der Strecke beschränkte sich auf die Erschließung des Landkreises Lüchow-Dannenberg. Gleichzeitig nahm der Individualverkehr immer mehr zu. Die Deutsche Bundesbahn konzentrierte sich in der Nachkriegszeit auf den funktionellen Erhalt des Bahnhofes und eine Vereinfachung des Bahnbetriebes. Der Erhalt der historischen Bausubstanz rückte in den Hintergrund.
In schlechtem Zustand verkaufte die Deutsche Bundesbahn das Empfangsgebäude 1979 an den Verein Kinder- und Jugendzentrum Bahnhof Göhrde e. V., der dort eine Bildungsstätte betreibt. Der Bahnhof wurde 1981 unter Denkmalschutz gestellt und 1983 mit den Restaurierungsarbeiten begonnen. Das Empfangsgebäude wurde im Inneren in eine Bildungsstätte umgebaut und von außen in den historischen Zustand zurückversetzt.
Im Jahre 1989 folgte der bislang letzte Rückbau der Bahnanlagen. Die Güterabfertigung wurde eingestellt und die Gleisanlagen auf ein Gleis zurückgebaut. Göhrde ist seitdem nach der Eisenbahn-Bau- und Betriebsordnung kein Bahnhof mehr, sondern ein Haltepunkt.
2004 trat der Landkreis Lüneburg dem Hamburger Verkehrsverbund (HVV) bei. Der Haltepunkt ist seit dem 12. Dezember 2004 östlichster Schienenverkehrshalt im Tarifgebiet des HVV.

## Kaiserbahnhof

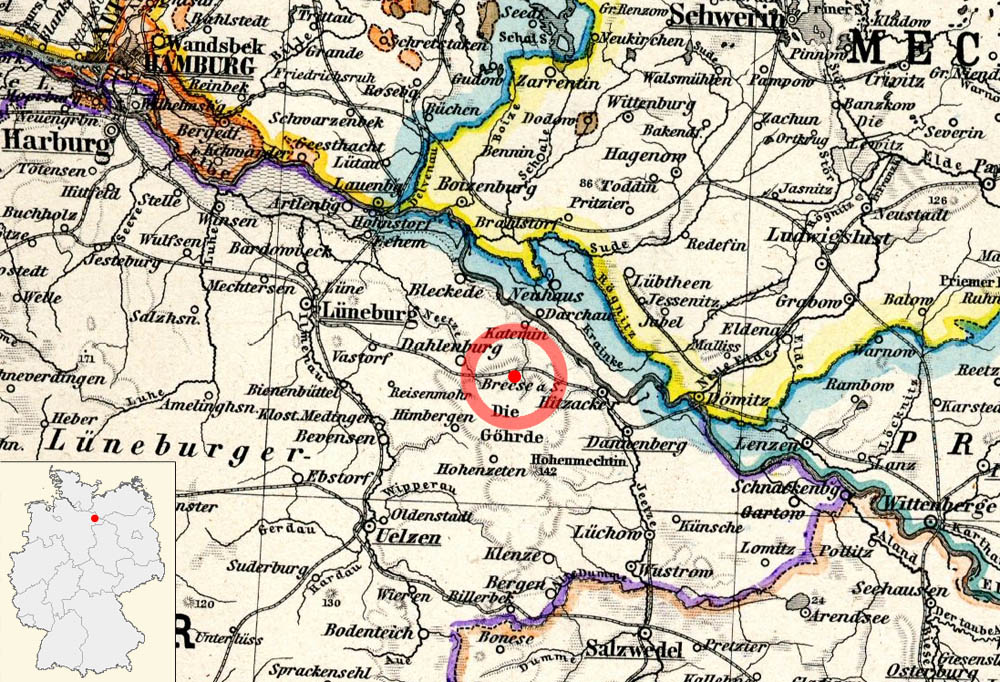
Bahnhof Göhrde in Breese am Seißelberge an der Wittenberge–Buchholzer Zweigbahn (1891).

Der deutsche Kaiser Wilhelm I. kam seit 1871 jährlich mit großem Hofstaat zur Jagd in die Göhrde. In den ersten Jahren reiste er mit seinem Hofzug von Berlin über Lehrte bis Bevensen. Der an der Bahnstrecke Hannover–Harburg gelegene Bahnhof ist etwa 24 Kilometer vom Jagdschloss Göhrde entfernt. Diese Strecke musste in einer Kutsche zurückgelegt werden.
Die Wittenberge–Buchholzer Zweigbahn wurde am 15. Dezember 1873 bis Hitzacker dem Verkehr übergeben. Ab 1874 reiste die kaiserliche Jagdgesellschaft nicht mehr über Bevensen in die Göhrde, sondern über den Bahnhof Wittenberge und den Bahnhof Breese, wie der Bahnhof Göhrde im ersten Jahr noch hieß. Der Bahnhof ist etwa 4,5 Kilometer vom Jagdschloss entfernt. Der Weg dorthin wurde anfangs mit Kutschen, später mit Kraftwagen zurückgelegt.
Die erste kaiserliche Jagdgesellschaft reiste am 26. November 1874 noch vor der offiziellen Eröffnung der gesamten Strecke am 31. Dezember 1874 an. Aus diesem Grund wurde der Abschnitt von Hitzacker bis Breese am Seißelberge am 20. oder 24. November 1874 polizeilich abgenommen. Der aus drei Personen- und einem Gepäckwagen bestehende Hofzug verließ um 14.30 Uhr Berlin und überquerte gegen 17.25 Uhr die Dömitzer Elbbrücke. In Dannenberg und Hitzacker machte der Zug für einen festlichen Empfang einen kurzen Zwischenhalt.

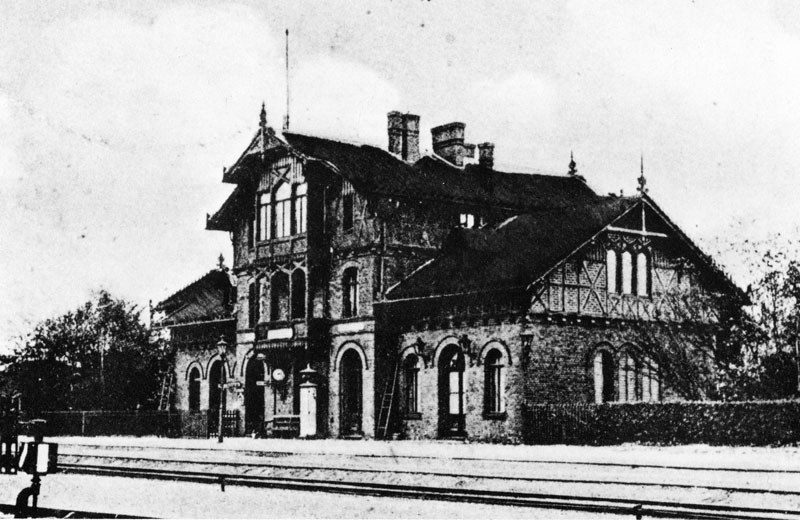
Das Bahnhofsgebäude vor dem Jahr 1900

Für die Reisen allerhöchster und höchster Herrschaften galten besondere Vorschriften. Die Bahnbeamten waren zur Geheimhaltung verpflichtet, sämtliche Unterlagen mussten nach der Reise vernichtet werden. An geeigneten Stationen mussten Bereitschaftslokomotiven aufgestellt werden, die, solange sich der Zug in ihrem Bezirk befand, sofort zur Abfahrt bereit und in Richtung des Zuges gedreht stehen mussten. Lokomotivführer und Heizer durften während dieser Zeit die Lok nicht verlassen. Bei der Fahrt mussten Stöße und heftige Schwankungen des Zuges vermieden werden. Die Stelle, an der der Zug im Bahnhof halten sollte, wurde von einem Beamten oder Arbeiter mit einer entfalteten roten Fahne oder nach Einbruch der Dunkelheit mit einer roten Laterne gekennzeichnet. Der Bahnhof war für die Besuche festlich geschmückt und ein roter Teppich war vom Bahnsteig durch den Westflügel des Empfangsgebäudes bis zum Ausgang an der Hofseite ausgelegt. Die Anteilnahme der Bevölkerung war stets groß, weil jeder den Kaiser sehen wollte. Für die Sicherheit des Hofstaates war die Landdrostei in Lüneburg zuständig. Beim ersten Besuch des Kaisers waren zwei Oberwachtmeister, sieben berittene und vier Fußgendarmen eingesetzt.
Letztmals fand vor dem Ausbruch des Ersten Weltkrieges am 30. und 31. Oktober 1913 eine Hofjagd im Revier Göhrde statt. Kaiser Wilhelm II. hatte dazu seine Söhne, die Prinzen Eitel Friedrich von Preußen, Oskar von Preußen und Joachim von Preußen, den österreichischen Thronfolger Franz Ferdinand von Österreich-Este, Reichskanzler Theobald von Bethmann Hollweg, General Helmuth Johannes Ludwig von Moltke und den österreichisch-ungarischen Botschafter Ladislaus von Szögyény-Marich geladen. Für die zweitägige Veranstaltung wurde umfangreiches Personal benötigt. Das Dienstpersonal bestand aus 90 Personen, die zur Hälfte zum Stammpersonal des kaiserlichen Hofes gehörten und zur anderen Hälfte aus den umliegenden Dörfern kamen. Das Hofpersonal reiste bereits ein oder zwei Tage vor der Jagd an. Daneben brachten die geladenen Gäste eigene Diener, meistens zwei, mit.

## Bahnanlagen

Gleisplan des Bahnhofes Göhrde 1938:
1–7: Gleise
EG: Empfangsgebäude
Gw: Befehlsstellwerk „Gw“ am westlichen Ende
Go: Wärterstellwerk „Go“ am östlichen Ende
GS: Güterschuppen
ES: Eilgutschuppen
R: Laderampe
LS: Ladestraße
B: Bahnsteige
NG: Nebengebäude (Toilette, Waschhaus, Schuppen)

Der Bahnhof hat ein repräsentatives Empfangsgebäude auf der Südseite der Gleisanlagen, das über eine gepflasterte Zufahrt von der Göhrder Bahnhofstraße (Kreisstraße 6) erreicht werden kann. Die Bauten für die Güterabfertigung befanden sich im Wesentlichen nördlich der Gleise, zwei Stellwerke am westlichen und östlichen Ende des Bahnhofes. Der gesamte Bahnhof und die Zufahrt stehen unter Denkmalschutz.

### Empfangsgebäude
Das dreigeschossige Empfangsgebäude besteht aus einem giebelständigen Mittelbau und zwei traufständigen Gebäudeflügeln mit eineinhalb Geschossen. Es wurde in Ziegel- und Fachwerkbauweise errichtet. Holzverzierungen sollen an ein Jagdschloss erinnern. Im mittleren Gebäudeteil befanden sich die Diensträume. Der westliche Gebäudeflügel war den höchsten Herrschaften vorbehalten, im östlichen Flügel waren zwei Warteräume vorhanden. Ein Warteraum stand allen Fahrgästen offen, der andere konnte reserviert werden, um nicht mit dem einfachen Volk warten zu müssen. In der ersten Etage des Mittelbaus war eine Wohnung für den Bahnhofsvorsteher, in der zweiten Etage befanden sich zwei Wohnungen für die Stellwerkswärter. Das weitere Bahnhofspersonal wohnte im Nachbardorf Pommoissel.
Westlich des Empfangsgebäudes stand ein kleiner Schuppen für die Abfertigung des Eilgutes. Östlich des Empfangsgebäudes waren drei Nebengebäude, eine Toilette, ein Waschhaus und ein Stall.
Das Empfangsgebäude wurde im Laufe der Jahre mehrfach umgebaut, erstmals im Jahre 1909. Der Dachboden des Ostflügels wurde mit drei Zimmern teilweise ausgebaut. Nach 1918 konnte das gesamte Gebäude für den Bahnbetrieb oder von den Bahnbediensteten genutzt werden. 1925/26 wurde für einen Rottenführer (Rotte bezeichnete einen Gleisbauarbeitertrupp) im Westflügel, der in der Kaiserzeit ausschließlich den höchsten Herrschaften vorbehalten war, eine 2½-Zimmerwohnung gebaut und der Flügel zur Hälfte unterkellert. Der öffentliche Wartesaal wurde 1935 in eine Bahnhofsgaststätte und das reservierbare Wartezimmer in die Gaststättenküche umgebaut. Darunter wurde ein kleiner Bierkeller angelegt. Die Nutzfläche der Diensträume im Mittelteil wurde halbiert und als Wohnraum und Klubzimmer genutzt. Die gleisseitigen Dachgauben beider Flügel wurden durch Erker ersetzt, die offene Veranda an der Straßenseite mit Fenstern geschlossen und alle Schornsteinköpfe neu aufgemauert.
Zu Zeiten der Deutschen Bundesbahn fand 1967 der vierte Umbau statt, der die weitest reichenden Folgen für die Architektur hatte. Der Erhalt der alten Bausubstanz rückte zugunsten eines schlichten Funktionalismus in den Hintergrund. Am sichtbarsten war das am Dach erkennbar. Dort wurde der Schiefer durch Eternit-Wellplatten ersetzt und die Gauben an der Hofseite entfernt. Die Balkontüren in der ersten Etage wurden durch ein einteiliges Fenster ersetzt und die Wintergärten im zweiten Stock bis auf die tragenden Konstruktionen weggerissen. Ursprünglich sollten die Balkone vollständig abgerissen werden, das wäre aber aufgrund der Baustatik mit einem großen Aufwand verbunden gewesen und unterblieb deshalb aus Kostengründen. Die zweiflügeligen Sprossenfenster in der ersten Etage wurden fast alle durch einfache einteilige Fenster ersetzt.
Der Verein Kinder- und Jugendzentrum Bahnhof Göhrde begann Ende 1983 mit der Restaurierung des Empfangsgebäudes und der vorhandenen Nebengebäude. Die Arbeiten wurden finanziell vom Land Niedersachsen und dem Bund unterstützt und weitgehend in Eigeninitiative, von Werkstatt-Projekten gegen Erwerbslosigkeit oder mit interessierten Einzelpersonen durchgeführt.
Im ersten Bauabschnitt wurde vornehmlich am Westflügel des Gebäudes gearbeitet. Das Dachgeschoss wurde in einen Wohn- und Schlafbereich für zwölf Personen umgebaut. Auf der Hof- und der Gleisseite wurden jeweils zwei zweisparrige Dachgauben eingebaut und die Fachwerkfassade sowie die Zimmer im mittleren Gebäudeteil restauriert.
In einem zweiten Bauabschnitt folgte der Ostflügel. Auch hier wurden beidseitig je zwei zweisparrige Dachgauben eingebaut, das Dachgeschoss ausgebaut und die Fachwerkfassade saniert. Im mittleren Hauptteil wurden die Balkone wiederhergestellt und erhielten nach einer Originalvorlage nachgebaute Türen. Genauso wurden alle Fenster in der ersten Etage dem ursprünglichen Aussehen entsprechend erneuert und die Schornsteinköpfe in der Ursprungsarchitektur neu aufgesetzt.
Die ehemaligen Diensträume im Erdgeschoss wurden in ihren damaligen Ausmaßen wiederhergestellt, die Bahnhofsgastwirtschaft wurde renoviert und das Dach hat seine Schiefereindeckung zurückerhalten.

### Haltepunkt
Der heutige Haltepunkt befindet sich unmittelbar westlich des ehemaligen Empfangsgebäudes. Auf dem ehemaligen Hausbahnsteig stehen ein hölzernes Wartehäuschen und ein Aushangfahrplan. Die Personenzüge halten am Bahnsteig des ehemaligen Gleises 2, jetzt Gleis 1. Der Bahnsteig hat eine nutzbare Länge von 142 Metern. Der Zugang zum Haltepunkt ist stufenlos, der schlecht befestigte Bahnsteig ist für einen höhengleichen Einstieg aber zu niedrig. An dem Haltepunkt herrscht wie an allen Bahnhöfen und Haltepunkten der Deutschen Bahn Rauchverbot. Eine kleine Raucherzone mit Hinweisschild am Ende des unbefestigten Fußweges, der von der Zufahrt seitlich am Privatgelände zum Haltepunkt führt, weist darauf hin.

### Güterabfertigungsanlagen
Gegenüber dem Empfangsgebäude befanden sich ein Güterschuppen und eine Laderampe für Seiten- und Kopfverladung. An der Laderampe waren Viehbuchten für die Viehverladung vorhanden. Beide Anlagen befanden sich am Ende einer Ladestraße, die über einen Bahnübergang am westlichen Ende des Bahnhofes erreicht werden konnte. An den Bahnübergang schloss sich neben der Ladestraße nur noch ein unbefestigter Wirtschaftsweg an.
Die Ladestraße ist bis zum ehemaligen Güterschuppen immer noch im Besitz der Deutschen Bahn AG. Der Güterschuppen befindet sich in Privatbesitz.

### Gleisanlagen
Der Bahnhof hatte insgesamt sieben Gleise. Die Gleise 1 und 2 dienten dem Personenverkehr, die Gleise 5 bis 7 der Güterabfertigung. Gleis 1 war das durchgehende Hauptgleis der Bahnstrecke und führte am Hausbahnsteig des Empfangsgebäudes vorbei. Zwischen den Gleisen 1 und 2 verlief ein als Zwischenbahnsteig ausgeführter Sandbahnsteig, über den das Kreuzungs- und Überholgleis 2 auch für den Personenverkehr nutzbar war. Gleis 3 war ein weiteres Kreuzungs- und Überholgleis, Gleis 4 ein Abstellgleis. Gleis 5 verlief seitlich am Güterschuppen und der Laderampe vorbei, Gleis 6 endete als Stumpfgleis am Kopf der Laderampe. Gleis 7 war das Ladestraßengleis.
Ein erster Rückbau der Gleisanlagen fand 1956 statt, als das Abstellgleis 4 ausgebaut wurde. In der zweiten Hälfte der 1970er-Jahre wurden das Kreuzungs- und Überholgleis 3 und der parallel zum Ladestraßengleis 7 verlaufende Abschnitt des Gleises 5 entfernt. Das Gütergleis 5 und das Hauptgleis 1 wurden 1989 abgebaut. Das verbliebene Gleis 2 wurde beidseitig direkt an das Streckengleis angeschlossen.

### Signal- und Sicherungsanlagen

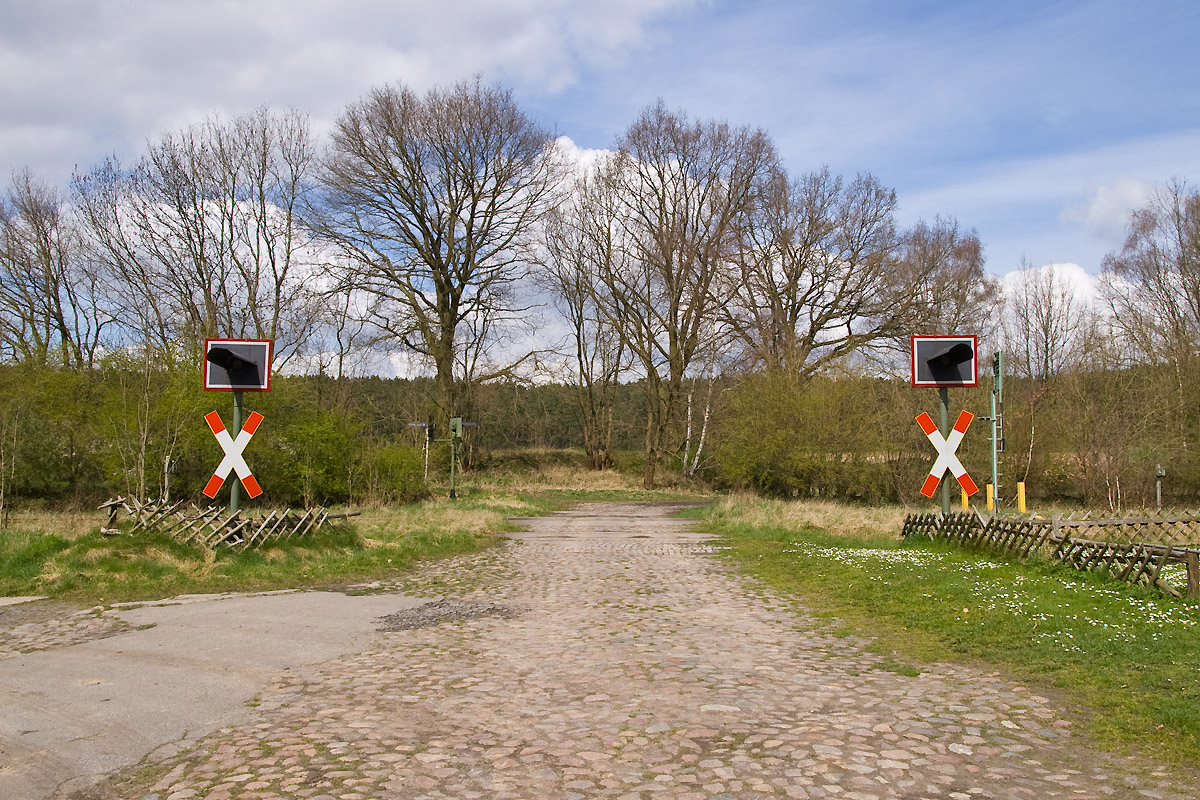
Bahnübergang zur ehemaligen Ladestraße und einem unbefestigten Wirtschaftsweg am westlichen Bahnhofsende

Der Bahnhof war mit insgesamt zehn Formsignalen gesichert. An beiden Bahnhofsenden befanden sich je ein zweiflügeliges Einfahrsignal und ein Vorsignal. Ausfahrsignale waren an beiden Enden der Gleise 1 bis 3 vorhanden. Alle Ausfahrsignale waren bis zum Ende der 1930er-Jahre einflügelig. Die Signale an den Kreuzungs- und Überholgleisen 2 und 3 erhielten dann einen zweiten Flügel, so dass auch Langsamfahrt angezeigt werden konnte. Die Gleise 4 bis 7 waren durch Gleissperren zwischen den Gleisen 3 und 4 gesichert, so dass abgestellte Schienenfahrzeuge nicht versehentlich in den dem Durchgangsverkehr dienenden Bereich gelangen konnten. Der Bahnübergang zur Ladestraße war ursprünglich beschrankt.
Die Weichen, Signalanlagen und Schranken wurden von zwei Stellwerken gesteuert. Ein Befehlsstellwerk „Gw“ befand sich am westlichen Bahnhofsende neben dem Bahnübergang, ein Wärterstellwerk „Go“ am östlichen Ende.
In der zweiten Hälfte der 1950er-Jahre wurde von der Deutschen Bundesbahn auf der Strecke der vereinfachte Nebenbahndienst eingeführt. Deshalb wurden die Stellwerke, Signale, Antriebe der fernbedienten Weichen und die Schranken abgebaut. Der Bahnübergang ist seitdem durch eine Blinklichtanlage gesichert. Die Eingangsweichen wurden vom Zugbegleitpersonal bei Bedarf über ein Hebelwerk, das sich in einem Unterstand am Empfangsgebäude befand, umgestellt.

## Bedienung
Der Haltepunkt wird gegenwärtig von Regionalbahnen (RB) der Kursbuchstrecke 112 Lüneburg–Dannenberg Ost, die bis Göhrde gleichzeitig auch Regionalbahnlinie 32 bedient. Die weiteren Haltestellen in Richtung Dannenberg liegen ebenfalls im Tarifgebiet des HVV. Güter werden seit dem Jahreswechsel 1988/89 nicht mehr abgefertigt. Der Bahnhof war stets Haltestelle aller auf der Strecke verkehrenden Personenzüge. Die höchstwertigen Züge, die jemals in Göhrde hielten, waren in den 1960er- bis 1980er-Jahren Eilzüge, die durchgehend bis Hamburg verkehrten.

### Personenverkehr
Nach der Eröffnung der Wittenberge–Buchholzer Zweigbahn bis Buchholz in der Nordheide hielten im Bahnhof Göhrde täglich zwei Personenzugpaare und ein gemischtes Zugpaar, die durchgehende Verbindungen bis Wittenberge und Buchholz ermöglichten. An der Anzahl der Zugverbindungen änderte sich bis zur Verstaatlichung der Berlin-Hamburger Eisenbahn im Jahre 1884 nichts. Die Fahrzeit lag in den ersten Jahren bis Lüneburg bei ungefähr 66 Minuten, bis Dannenberg bei 44 Minuten. Der Fahrpreis für eine einfache Fahrt nach Lüneburg betrug im Jahre 1880 in der zweiten Klasse 200 Pfennig und in der dritten Klasse 130 Pfennig. Die einfache Fahrt nach Dannenberg kostete 120 Pfennig in der zweiten Klasse und 80 Pfennig in der dritten Klasse.
Anfang der 1910er-Jahre wurde die Zweigbahn in Lüneburg in zwei Strecken getrennt und der durchgehende Verkehr bis Buchholz eingestellt. Die in Göhrde haltenden Personenzüge begannen und endeten damit in Lüneburg. Nach dem Zweiten Weltkrieg war die Strecke an der Dömitzer Elbbrücke unterbrochen und keine durchgehenden Verbindungen bis Wittenberge mehr möglich. Die im Bahnhof haltenden Personenzüge beschränkten sich weitgehend auf die Verbindung Lüneburg–Dannenberg Ost. Einzige Ausnahme waren seit den 1960er-Jahren vereinzelte Eilzugpaare, sogenannte Heckeneilzüge, die teilweise durchgehenden Verbindungen zum Hamburger Hauptbahnhof herstellten. Der Eilzugverkehr endete mit dem Fahrplanwechsel im Mai 1988.
Die Anzahl der in Göhrde haltenden Personenzüge schwankte im 20. Jahrhundert zwischen sechs und vierzehn. Durchschnittlich verkehrten fünf Zugpaare täglich. Vor dem Ersten Weltkrieg waren sieben Zugpaare im Fahrplan verzeichnet, diese Anzahl reduzierte sich während des Krieges auf fünf. Der letzte Fahrplan vor dem Zweiten Weltkrieg wies fünf Zugpaare aus, von denen während des Zweiten Weltkrieges und in der unmittelbaren Nachkriegszeit zwei wegfielen. In den 1950er-Jahren waren genauso wie im Winterfahrplan 1988/89 zehn Personenzüge verzeichnet, die an Werktagen im Bahnhof Halt machten.
Der Haltepunkt liegt an der Kursbuchstrecke 112 (Stand: 2015), bedient durch die Linie RB32 Lüneburg–Dannenberg, bis 2014 trug sie im HVV die Linienbezeichnung R 31.
Gegenwärtig halten an allen Tagen je Fahrtrichtung fünf Regionalbahnen, die (bis auf eine Ausnahme werktags am Nachmittag) im Dreistundentakt verkehren. Die Fahrzeit beträgt bis Lüneburg 42 Minuten, bis Dannenberg 25 Minuten. Der Fahrpreis für eine Einzelfahrt nach Lüneburg bzw. Dannenberg Ost in der zweiten Wagenklasse beträgt 2018 im HVV-Tarif 3,30 Euro.

#### Verkehrsanbindung
| Linie | Zuglauf | Takt          | Kursbuchstrecke           | Eisenbahnverkehrs-unternehmen | Fahrzeugmaterial           |
| ----- | --- | ------------- | ------------------------- | ----------------------------- | -------------------------- |
| RB 32 | Wendlandbahn Dannenberg Ost – Hitzacker – Leitstade – Göhrde – Neetzendorf – Dahlenburg – Bavendorf – Vastorf – Wendisch Evern – Lüneburg | dreistündlich | 112: Wittenberge–Buchholz | erixx                         | 1 × Alstom Coradia LINT 54 |

### Güterverkehr

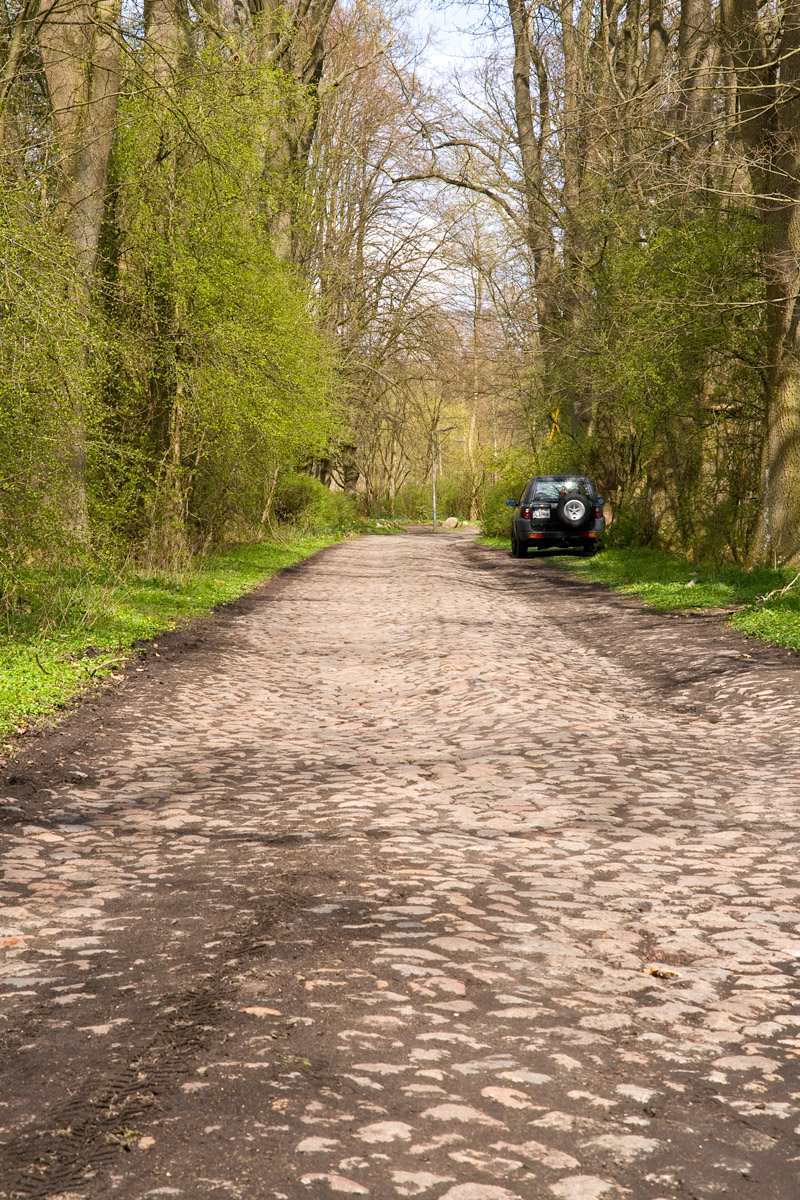
Die gepflasterte Zufahrt zum Bahnhof steht unter Denkmalschutz.

Am Bahnhof Göhrde wurden von Anfang an Güter umgeschlagen. Aus dem ersten Betriebsjahr liegen Zahlen vor. In Göhrde wurden demnach 23 Tonnenkilometer abgefertigt (zum Vergleich: Lüneburg 1782, Dahlenburg 39 und Dannenberg 708 Tonnenkilometer).
Im Bahnhof Göhrde wurden Lebensmittel als Stückgut, Kunstdünger, Brikett und Koks, Torf, Zuckerrübenschnitzel und andere Futtermittel in ganzen Wagenladungen empfangen. Versandt wurden Speise- und Saatkartoffeln, Zuckerrüben, Stroh, Heu, Grubenholz, Eichen-, Buchen- und Fichtenstammholz, Schlacht- sowie Zuchtvieh. Schon zur Kaiserzeit wurde Getreide nach Berlin verladen. In den 1920er-Jahren wurde Dalbenholz für den Hamburger Hafen aus Göhrde geliefert, in der Nachkriegszeit in großen Mengen Grubenholz (siehe Türstock (Bergbau)) ins Ruhrgebiet. Bis zum Ende der 1980er-Jahre wurde Zuckerrüben verladen. Vor der vollständigen Einstellung der Güterabfertigung wurde nur noch Langholz verladen.
Die Anlieferung erfolgte seit Ende der 1960er-Jahre mit einem Nahgüterzug Lüneburg–Dannenberg Ost, der zwar auch den Bahnhof Göhrde durchfuhr, die Waggons aber nur bis Dahlenburg transportierte. Von Dahlenburg wurde die Fracht mit einem Übergabegüterzug, der mit einer dort stationierten Kleinlokomotive (Köf) bespannt wurde, zugestellt. Abtransportiert wurden die Frachten wiederum mit einem Nahgüterzug Dannenberg Ost–Lüneburg, der vom Dannenberger Kopfbahnhof am Streckenende wieder in Gegenrichtung verkehrte. In den 1980er-Jahren erfolgte der Transport ausschließlich mit Übergabezügen von und nach Lüneburg. Während der Zuckerrübenkampagne wurden zusätzliche Güterzüge eingesetzt. Dabei verkehrte zweimal wöchentlich eine in Dannenberg Ost stationierte Kleinlok mit einem Übergabegüterzug Dannenberg–Göhrde und zurück.

## Bildungsstätte
Der Verein „Kinder- und Jugendzentrum Bahnhof Göhrde e. V.“ betreibt im Empfangsgebäude des Bahnhofes Göhrde und auf dem Gelände südlich der Gleise seit 1979 eine Bildungsstätte. Der dortigen Bildungsarbeit liegt ein emanzipatorisches Verständnis ohne hierarchische Struktur zugrunde. Der gesellschaftliche Anspruch der im deutschen Grundgesetz garantierten Grundrechte soll mit der Wirklichkeit konfrontiert werden. Unabhängiges Denken im Sinne der Aufklärung soll gefördert werden, um experimentell eine Alltagswirklichkeit, die sich von den Herrschaftsstrukturen des Kapitalismus unterscheidet, zur Geltung zu verhelfen. Das Bildungsangebot richtet sich generationsübergreifend an alle gesellschaftlichen Gruppen.
Im ehemaligen Empfangsgebäude sind Übernachtungsmöglichkeiten, sanitäre Anlagen, Küchen und Gemeinschaftsräume für bis zu 45 Personen vorhanden. Die Bildungseinrichtung verfügt über ein Film- und Fotolabor, eine Siebdruckerei, Werkstatt, Imkerei, einen Bauern- und Obstgarten und eine Mehrzweckwiese.

## Natur und Umwelt
Im Frühjahr 2012 wurde eine unter dem Bahnhofsdach lebende Population der Breitflügelfledermaus festgestellt, welche mit mindestens 126 adulten Individuen die größte Population in Niedersachsen und mutmaßlich auch bundesweit darstellt. Die Naturschutzstelle des Landkreises Lüneburg hat den Bahnhof Göhrde zur zu schützenden Vermehrungsstätte dieser gefährdeten Fledermausart erklärt.
Das Haus und die Bildungsstätte Bahnhof Göhrde e. V. wurden im Herbst 2014 vom NABU e. V. mit der Plakette „Fledermausfreundliches Haus“ ausgezeichnet.